# 許騰介
許騰介（1982年3月14日—），原名許騰方，台灣男模特兒和演員，曾獲得Men's Uno第七屆男模大賽第三名。演出多部廣告、電視劇和音樂錄影帶。高中就讀於紐西蘭Awatapu College，後畢業於元智大學國際企業管理學系。

## 演出作品

### 電視劇
- 2011年：《小資女孩向前衝》（台視、三立都會台，飾演：保羅）
- 2012年：《螺絲小姐要出嫁》（台視、三立都會台、東森戲劇台，飾演：關勝君）
- 2013年：《真愛趁現在》（三立都會台、東森綜合台，飾演：歐陽銳）
- 2014年：《回到愛以前》（台視、三立都會台、東森戲劇台，飾演：Tony）
- 2014年：《有愛一家人》（三立都會台、東森綜合台，飾演：Andy）
- 2014年：《威廉王子》（台視、八大綜合台，飾演：馬卡隆）
- 2015年：《料理高校生》（三立都會台、東森綜合台，飾演：Raymond）
- 2015年：《必娶女人》 (中視、東森綜合台，飾演：警察)
- 2016年：《飛魚高校生》 (三立都會台、東森綜合台，飾演：江主编)
- 2016年：《幸福不二家》 （台視、TVBS歡樂台，飾演：小劉）
- 2016年：《戀愛鄰距離》 （三立都會台、東森綜合台，飾演：Peter）
- 2016年：《後菜鳥的燦爛時代》 （台視、三立都會台，飾演：賈重賢）
- 2016年：《原來1家人》 （中視、衛視中文台，飾演：安在旭）
- 2017年：《我的愛情不平凡》 （台視、三立都會台，飾演：曾國豪）
- 2017年：《真情之家》（三立都會台、東森綜合台，飾演：導演）
- 2019年：《必勝大丈夫》（三立都會台，飾演：安德生）
- 2020年：《忘記你，記得愛情》（騰訊視頻、WeTV、芒果TV，飾演：謝全）

### 電視電影
- 2014年：《我叫侯美麗》

### 電影
- 2016年：《櫥窗人生》（飾演：林康偉）

### 音樂錄影帶
- 2006年 梁靜茹-暖暖
- 2006年 徐若瑄-美人魚
- 2006年 陶喆&蔡依林-今天妳要嫁給我
- 2007年 五月天-最重要的小事
- 2007年 楊韻禾-愛的味道

## 外部連結
- 許騰介〔 Paul ］粉絲團的Facebook專頁
- 許騰方-paul的新浪微博